# Cyathea rupestris
Cyathea rupestris är en ormbunkeart som beskrevs av William Ralph Maxon. Cyathea rupestris ingår i släktet Cyathea och familjen Cyatheaceae. Inga underarter finns listade.